# Johannes Goddaeus

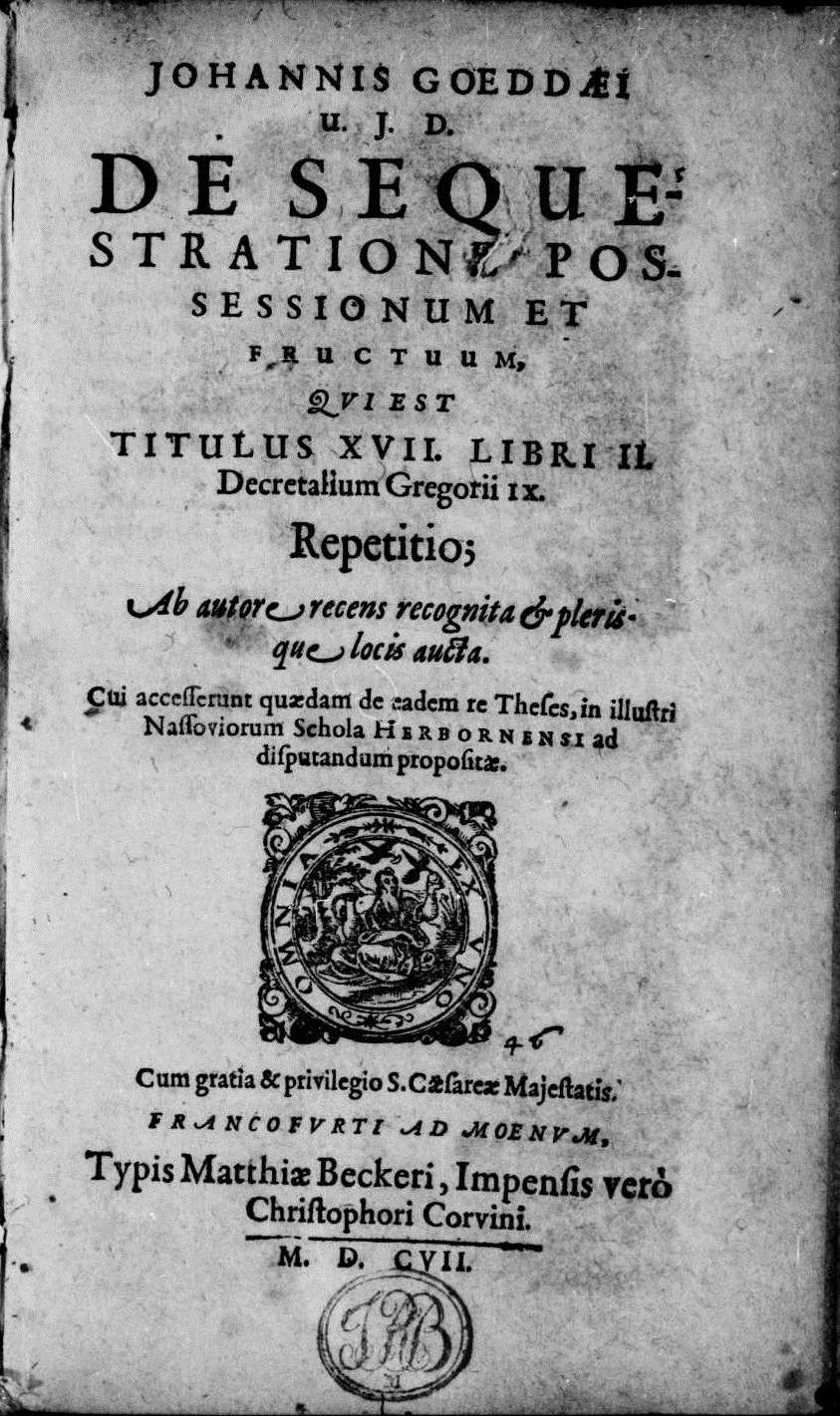
De sequestratione possessionum et fructuum, 1607

Johann Gödde, noto col nome latinizzato di Johannes Goddaeus (Schwerte, 7 dicembre 1555 – Marburgo, 5 gennaio 1632), è stato un giurista tedesco.

## Biografia

### Giovinezza
Johann Gödde nacque nel 1555 da una ricca famiglia di mercanti; suo padre Heinrich Gödde fu temporaneamente sindaco di Schwerte; Sua madre era Elisabeth Becker, figlia di un consigliere di Schwerte. Johann era il quinto dei sei figli della coppia, fu però il primo a sopravvivere all'infanzia. Sebbene fosse originariamente destinato a subentrare all'attività di suo padre, avendo mostrato presto il suo talento a scuola, i suoi genitori gli permisero di frequentare la scuola di Dortmund dal 1568, dove imparò il latino, il greco e, soprattutto, l'ebraico. Nel 1570 si trasferì a Deventer, dove però dovette abbandonare gli studi dopo solo un anno a causa della guerra. Dopo un breve soggiorno a Schwerte riprese gli studi a Dortmund. Dal 1576 al 1578 fu impiegato come governatore e tutore privato del figlio dell'ufficiale giudiziario Friedrich von der Mark a Dortmund. 

### Formazione
Nel 1578 si iscrisse all'Università di Marburgo, dove intendeva studiare filosofia, ma soprattutto teologia. Non volendo però partecipare al dibattito teologico di quel tempo, decise di passare agli studi di legge. Già nel 1582 – nel frattempo aveva latinizzato il proprio nome in "Goddaeus" –  ebbe il permesso di tenere lezioni sulle istituzioni di diritto romano. Il 29 aprile 1585 ricevette il dottorato in utroque iure (in diritto civile e diritto canonico). Si recò quindi alla corte di Stato di Spira per aggiornarsi su come fosse trattato il processo di contenzioso in quella sede. Non avendo ottenuto la carica di professore di diritto a Heidelberg, tornò a Marburg nel 1586 come lettore. L'anno seguente, il consiglio comunale di Schwerte lo elesse sindaco, ma Goddaeus rifiutò la carica per continuare la propria carriera accademica. 

### La Scuola di Herborn e l'università di Marburgo
Il 21 luglio del 1588 fu nominato professore ordinario di diritto presso l'Accademia Nassauenis (Scuola Superiore di Herborn). Lì si guadagnò la reputazione di essere un insegnante eccellente. Nel 1592 fu anche consigliere del conte di Nassau e nel 1593 divenne rettore della Scuola Superiore di Herborn. Rifiutò una cattedra come professore di diritto a Francoforte sull'Oder, ma nel luglio del 1594 accettò la chiamata del precedente 27 aprile come professore ordinario a Marburgo. Nel 1605 fu rettore dell'Università di Marburgo. Rimase a Marburgo fino alla fine della sua vita, anche se ricevette una serie di offerte, fra cui una cattedra come professore a Heidelberg, Helmstedt e Franeker, una carica a sindaco della città a Brema, come vice cancelliere a Kassel e nel 1626 come consigliere reale a Copenaghen. 

### Nomine giuridiche e politiche
Oltre alle sue attività accademiche, Goddaeus era anche attivo nel diritto e nella gestione politica della zona di pertinenza del langravio: tali compiti gli erano stati affidati grazie alla sua profonda competenza giuridica. Già nel 1595 divenne assistente presso il foro di Marburgo e al Consiglio del langravio d'Assia. L'università lo nominò proprio rappresentante deputato al parlamento a Cassel, Marburgo e Treysa . Era membro della commissione che avrebbe dovuto risolvere la controversia sulla successione a Marburgo nel 1604/05. Nel 1611 fu nominato assistente al concistoro a Marburgo. La sua reputazione era così buona che nel 1624, quando Marburgo cadde temporaneamente sotto il dominio dell'Assia-Darmstadt e dal 1625 al 1649 l'università venne fusa con l'Università Ludwig di Gießen, Goddaeus fu uno dei soli quattro docenti (su un totale di tredici) di Marburgo che furono assunti dal langravio di Darmstadt nei loro uffici.

### Famiglia
Si sposò a Herborn il 25 aprile 1586  con Catharina Salfeld, figlia di Elisabeth e Johann Salfeld, amministratore finanziario di Marburgo. Tutti i figli della coppia nacquero a Marburgo: Elisabeth (nata intorno al 1587), Valentin (intorno al 1590), Rebekah (1592), Margarethe (intorno al 1594), Hermann (intorno al 1596), Johann Heinrich (intorno al 1598), Johannes (1601 - 1657). 

### Malattia e morte
Dal 1623 Goddaeus cominciò a soffrire sempre più spesso di attacchi apoplettici. Con l'età essi aumentarono così tanto che dal 1630 dovette rinunciare a quasi tutte le attività fuori casa. Morì il 5 gennaio 1632.

## Opere
Oltre alla sua tesi di laurea, pubblicò altri 24 documenti legali indipendenti, molti dei quali furono ripubblicati in successive edizioni. Venne anche pubblicata una raccolta dei dibattimenti da lui tenuti (61 in totale), così come una raccolta delle sue relazioni e delle cause da lui sostenute. 
- (LA) De sequestratione possessionum et fructuum, Frankfurt am Main, Matthäus Becker, 1607.